# La Rinconada de la Sierra
Pour les articles homonymes, voir La Rinconada.
La Rinconada de la Sierra est une commune de la province de Salamanque dans la communauté autonome de Castille-et-León en Espagne.

## Géographie

### Communes limitrophes
|                         | Tejeda y Segoyuela        |                              |
| Aldeanueva de la Sierra | La Rinconada de la Sierra | Navarredonda de la Rinconada |
|                         | La Bastida                |                              |

## Démographie
Évolution démographique depuis 1900
| 1900 | 1910 | 1920 | 1930 | 1940 | 1950 | 1960 | 1970 | 1981 | 1991 | 2000 | 2014 | 2017 | 2019 |
| ---- | ---- | ---- | ---- | ---- | ---- | ---- | ---- | ---- | ---- | ---- | ---- | ---- | ---- |
| 539  | 515  | 506  | 470  | 497  | 450  | 401  | 313  | 268  | 191  | 182  | 124  | 119  | 112  |